# Pietrowice
Pietrowice (dawniej Pietrowice Głubczyckie, cz. Petrovice, dawniej Petříkovy, niem. Peterwitz, dawniej Petrowitz) – wieś w Polsce położona w województwie opolskim, w powiecie głubczyckim, w gminie Głubczyce, w południowo-wschodniej części Gór Opawskich.
W latach 1975–1998 miejscowość administracyjnie należała do ówczesnego województwa opolskiego.

## Nazwa
Miejscowość została zanotowana w roku 1267 jako Petrowiz, 1280 Petrowitz, 1293 Petrouicz, 1373 Petirwicz, 1467 Petrowitze, 1478 i 1484 Petrowiczi, w 1498 Petrowicz. Nazwa miejscowości jest nazwą patronimiczną pochodzącą od założyciela o imieniu Piotr. Podczas akcji germanizacyjnej nazw miejscowych i fizjograficznych na Górnym Śląsku historyczna nazwa niemiecka Petrowitz została w 1936 roku zastąpiona przez administrację nazistowską nazwą Zietenbusch. Po II wojnie światowej miejscowość przejściowo (1945–1948) nosiła nazwę Pietrowice k. Głąbczyc.

## Geografia
Wioska obejmuje Obszar Chronionego Krajobrazu Rejon Mokre – Lewice. Leży na terenie Nadleśnictwa Prudnik (obręb Prudnik). Przez wieś przepływa Potok Mokry (cz. Mohla) lewy dopływ Opawicy w Krnowie.

## Turystyka
W kierunku wsi Mokre-Kolonia znajduje się Ośrodek Rekreacyjno-Wypoczynkowy-Kemping nr 240 Zarządu Oświaty Kultury i Sportu w Głubczycach. O standardzie tego ośrodka świadczy fakt przyznania przez Polską Federację Campingu i Caravaningu tytułu „Mister Campingu 1995”. W roku 1999 – camping uzyskał III miejsce, w 2000 roku – miejsce II, w 2005 roku – miejsce III, w roku 2006 – II miejsce.
W wiosce do 21 grudnia 2007 roku funkcjonowało z Polską drogowe przejście graniczne Pietrowice-Krnov, również do jesieni 1946 roku z Czechosłowacją kolejowe przejście graniczne Pietrowice Głubczyckie-Krnov.